# Baia di Röhss
La baia di Röhss è una baia quasi totalmente ricoperta di ghiaccio e larga circa 20 km, in direzione nord-sud, situata sulla costa dell'isola di James Ross, davanti alla costa orientale della penisola Trinity, l'estremità settentrionale della Terra di Graham, in Antartide. La baia si trova in particolare nella parte sud-occidentale dell'isola, dove la sua entrata è delimitata da capo Obelisk, a nord, e capo Broms, a sud.
All'interno della baia e di alcune sue rientranze, come la baia di Heynen, le cui acque sono quasi del tutto ricoperte da quel che rimane della piattaforma glaciale Principe Gustavo, si gettano diversi ghiacciai, come il Barnola, l'Herniman e il Foord.

## Storia
Così come l'intera isola di James Ross, la baia di Röhss è stata cartografata per la prima volta nel corso della Spedizione Antartica Svedese, condotta dal 1901 al 1904 al comando di Otto Nordenskjöld, e proprio quest'ultimo l'ha battezzata con il suo attuale nome in onore dei fratelli gemelli August (1834-1904) e Wilhelm Röhss (1834-1900), due grossisti di Göteborg che avevano sostenuto finanziariamente la sua spedizione di ricerca.